# آمازون پیشانی‌سفید

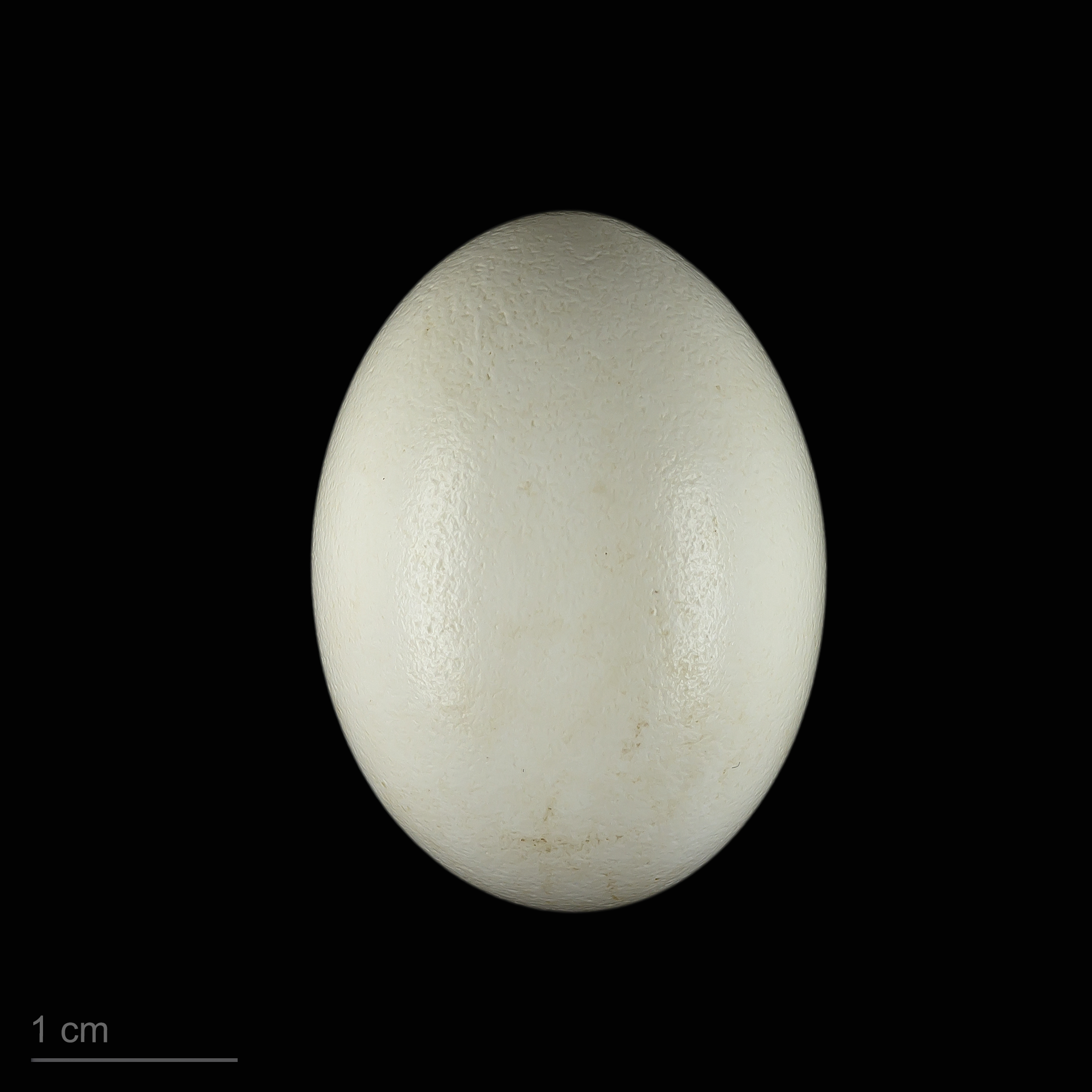
Amazona albifrons

آمازون پیشانی‌سفید (نام علمی: Amazona albifrons) نام یک گونه از سرده طوطی آمازون است.